# 波格丹·拉特
波格丹·拉特（羅馬尼亞語：Bogdan Rath，1972年6月28日—），罗马尼亚、意大利男子水球运动员。他先后代表罗马尼亚、意大利参加1996年和2004年夏季奥林匹克运动会水球比赛。